# Alex Campos
Alex Campos, (né le 10 septembre 1976  à Bogota, en  Colombie) est un chanteur de musique chrétienne contemporaine évangélique de style rock chrétien et gospel. Depuis 2001, il collabore avec la compagnie de musique Misión Vida, dont il est le fondateur.

## Biographie
Alex Campos est le frère aîné d'une fratrie de quatre enfants, mais a eu le désavantage d'avoir grandi dans une famille dysfonctionnelle et pauvre. Dans son jeune âge, il avait habitude de fréquenter une église chrétienne évangélique.

### Carrière
À 17 ans, Alex a formé le groupe de musique chrétienne appelé Misión Vida.
A 20 ans, il sort son premier album Tiempo de la cruz et entame une première tournée en Colombie. En 1998, il forme le label de musique Misión Vida Records (MV RECORDS). En 2001, Alex fait sa première sortie du pays pour Quito en Équateur.
En 2002, on lui a diagnostiqué une tumeur sur les cordes vocales. Celles-ci devaient être enlevées, entraînant un risque de perdre 50 % de sa voix. Les kystes n’ont finalement pas été retirés et Campos, considérant que Dieu a fait un miracle dans sa vie, un jour avant l'opération, décide de prier Dieu et compose la chanson "Al taller del maestro". Le même jour, une radiographie étonne les médecins qui constatent que la tumeur a disparu. En juin de cette année, le label CanZion approche Alex, pour un deuxième album qui sortira en novembre, « Al taller del maestro ».
Alex Campos a eu cinq petites amies et a fini par préférer épouser sa femme Nathalia Rodriguez, avec qui il a deux enfants : Juanita et Simon. En 2005, il sort son album  Como un niño, dont il a filmé deux clips vidéo des chansons «Sueño de morir» y «Quiero, siento y pienso» à Saint-Pétersbourg, en Russie sous l'étiquette de CanZion. En 2006, Alex Campos sort un album live, Acústico, el sonido del silencio. Le 29 juillet 2008, vient son sixième album,  Cuidaré de ti qui a été nommé pour un Latin Grammy Awards dans la catégorie du meilleur album chrétien en espagnol.
Le 17 août 2010, il sort son album Lenguaje de amor, produit par Juan Caballero Blas. L'album a été nommé pour les Latin Grammy Awards 2011 et a été le gagnant dans la catégorie du meilleur album chrétien en espagnol, devenant ainsi le premier Grammy d’Alex.
L’album "Regreso a ti", sort en 2012 et lui vaut un deuxième Latin Grammy Awards en 2013. En 2015, son album "Derroche de Amor" remporte un troisième Latin Grammy Awards .
Durant sa carrière, Alex a travaillé avec différents chanteurs de musique chrétienne, tels Marcos Witt, Jesus Adrian Romero, Funky et Lilly Goodman, Coalo Zamorano et a fait des tournées dans plus de 26 pays.

## Discographie
Depuis 1999, Alex Campos a enregistré onze albums .
1. Tiempo de la cruz (1999)
2. Al taller del maestro (2003)
3. En vivo (2004)
4. Como un niño (2005)
5. Acústico, el sonido del silencio (2006)
6. Cuidaré de ti (2008)
7. Te puedo sentir (2009)
8. Lenguaje de amor (2010)
9. Regreso a ti (2012)
10. Regreso a ti 3D (2014)
11. Derroche de amor (2015)

## Livres
Son livre audio Del llanto a la sonrisa (Des larmes aux sourires) est une autobiographie. Son deuxième livre, intitulé "Poemas de Dios" ("Poèmes de Dieu"), a été publié en avril 2014. Le livre aborde le sujet de la louange.

## Récompenses
En 2024, au cours de sa carrière, il a reçu 4 Latin Grammy Awards  et 8 Premios Arpa.